# Yildizpalatset

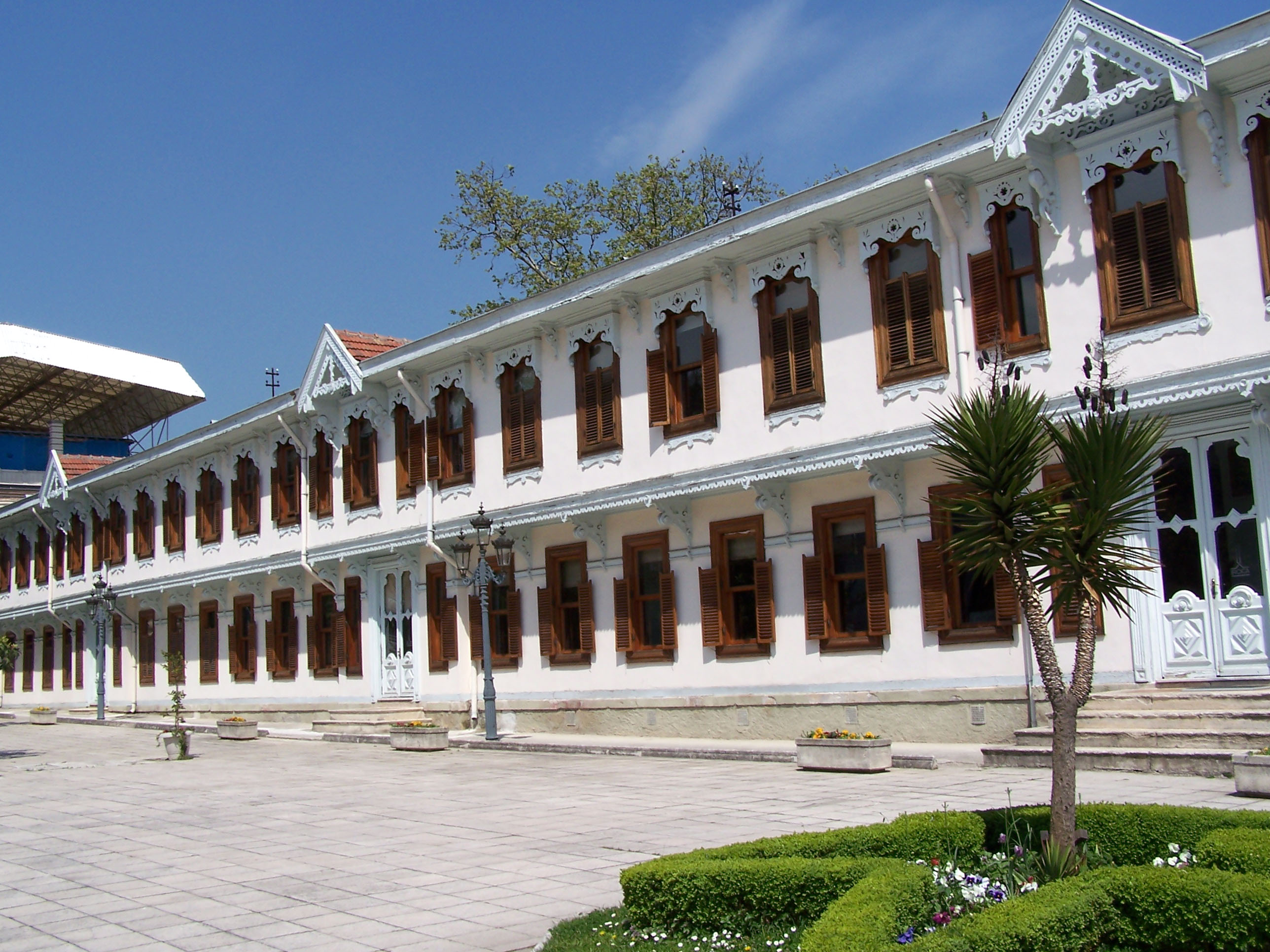
Yildizpalatset

Yıldızpalatset ligger i Istanbul i Turkiet. Det består i själva verket av ett flertal palatsliknande paviljonger och villor placerade inom ett  palatsområde som tillsammans anses utgöra ett palats. 
Området tillhörde sedan 1600-talet de osmanska sultanerna, som tyckte om att använda det dåvarande naturområdet för jakt, och från 1798 och fram till monarkins avskaffande uppfördes privata villor och bostäder för medlemmar av den osmanska dynastin på palatsområdet. Yildizpalatset var sultanernas huvudresidens 1887-1909, sedan det dåvarande huvudresidenset Dolmabahçepalatset uppfattades ha säkerhetsbrister. Hovet återvände år 1909 till Dolmabahçepalatset.